# 盐田畲族乡
盐田畲族乡是中华人民共和国福建省宁德市霞浦县下辖的一个民族乡。

## 行政区划
盐田畲族乡下辖以下村级行政区划单位：
盐田社区、盐田村、村里村、中浿村、钓岐村、西胜村、北斗村、官岭尾村、杨梅岭村、北洋村、洋边村、二铺村、水升村、浒屿村、浒屿澳村、南塘澳村、南塘村、姚澳村、瓦窑头村、上村、里马村、王高店村和龙凤店村。